# کامبرلند گپ (تنسی)
کامبرلند گپ(به انگلیسی: Cumberland Gap) شهری در ایالت تنسی کشور ایالات متحده آمریکا است که جمعیت آن در سرشماری سال ۲۰۱۰ میلادی، ۴۹۴ نفر بوده‌است.